# Prunay-en-Yvelines
Pour les articles homonymes, voir Prunay.
Prunay-en-Yvelines est une commune française située dans le département des Yvelines en région Île-de-France.

## Géographie

### Situation
La commune de Prunay-en-Yvelines se situe à environ 15 km au sud de Rambouillet et à 49 km au sud-ouest de Versailles.
Avec près de 27 km2, elle est la cinquième commune du département en superficie.
L'habitat est réparti d'une part dans le centre village, et d'autre part dans les différents hameaux. L'espace construit comprend quasi exclusivement des habitations individuelles.
La commune est à la fois proche de la région naturelle de la Beauce et de celle des Yvelines.

### Hydrographie
Le ru de Perray affluent rive droite de la Voise traverse le territoire communal. Il est appelé la Rémarde en entrant dans la région Centre-Val de Loire.

### Hameaux de la commune
- L'Abbé, au nord-est, en limite communale avec Sonchamp et Ablis,
- Craches au nord,
- Marchais-Parfond au nord-ouest,
- Gourville au sud,
- la Chapelle au sud,
- Villiers Landoue au sud.

### Communes voisines
Les communes limitrophes sont Orcemont au nord, Sonchamp au nord-nord-est, Ablis à l'est, Orsonville au sud-sud-est, Auneau (Eure-et-Loir) au sud-sud-ouest, Bleury-Saint-Symphorien (Eure-et-Loir) à l'ouest et Orphin au nord-ouest.

### Climat
Pour des articles plus généraux, voir Climat de l'Île-de-France et Climat des Yvelines.
En 2010, le climat de la commune est de type climat océanique dégradé des plaines du Centre et du Nord, selon une étude du CNRS s'appuyant sur une série de données couvrant la période 1971-2000. En 2020, Météo-France publie une typologie des climats de la France métropolitaine dans laquelle la commune est exposée à un climat océanique altéré et est dans la région climatique Sud-ouest du bassin Parisien, caractérisée par une faible pluviométrie, notamment au printemps (120 à 150 mm) et un hiver froid (3,5 °C).
Pour la période 1971-2000, la température annuelle moyenne est de 10,4 °C, avec une amplitude thermique annuelle de 14,9 °C. Le cumul annuel moyen de précipitations est de 642 mm, avec 10,6 jours de précipitations en janvier et 7,8 jours en juillet. Pour la période 1991-2020, la température moyenne annuelle observée sur la station météorologique la plus proche, située sur la commune de Houx à 14 km à vol d'oiseau, est de 11,2 °C et le cumul annuel moyen de précipitations est de 622,1 mm,. Pour l'avenir, les paramètres climatiques de la commune estimés pour 2050 selon différents scénarios d'émission de gaz à effet de serre sont consultables sur un site dédié publié par Météo-France en novembre 2022.

## Urbanisme

### Typologie
Au 1er janvier 2024, Prunay-en-Yvelines est catégorisée commune rurale à habitat dispersé, selon la nouvelle grille communale de densité à sept niveaux définie par l'Insee en 2022.
Elle est située hors unité urbaine. Par ailleurs la commune fait partie de l'aire d'attraction de Paris, dont elle est une commune de la couronne,. Cette aire regroupe 1 929 communes,.

### Occupation des solssimplifiée
Le territoire de la commune se compose en 2017 de 95,28 % d'espaces agricoles, forestiers et naturels, 1,52 % d'espaces ouverts artificialisés et 3,2 % d'espaces construits artificialisés.

### Occupation des sols détaillée
Le tableau ci-dessous présente l'occupation des sols de la commune en 2018, telle qu'elle ressort de la base de données européenne d’occupation biophysique des sols Corine Land Cover (CLC).
| Type d’occupation                                 | Pourcentage | Superficie (en hectares) |
| ------------------------------------------------- | ----------- | ------------------------ |
| Tissu urbain discontinu                           | 0,9 %       | 25                       |
| Réseau routier et ferroviaire et espaces associés | 0,3 %       | 8                        |
| Terres arables hors périmètres d'irrigation       | 81,9 %      | 2225                     |
| Prairies et autres surfaces toujours en herbe     | 2,7 %       | 74                       |
| Systèmes culturaux et parcellaires complexes      | 1,3 %       | 35                       |
| Forêts de feuillus                                | 12,9 %      | 351                      |
| Source : Corine Land Cover                        |             |                          |

### Voies de communication et transports

#### Réseau routier
La communication routière est assurée principalement par la RN 10 qui devient route départementale 910 lorsqu'elle retraverse la commune depuis Ablis en direction de Chartres. Son territoire est également traversé par l'autoroute A 11 (l'Océane) dont l'échangeur le plus proche se situe dans la commune voisine d'Ablis. Plusieurs routes départementales (D 101, D 168, D 177) assurent les communications avec les communes voisines.

#### Desserte ferroviaire
Les gares SNCF les plus proches de la commune sont :
- Auneau à 7 km, sur la ligne Brétigny - Tours, desservie par le TER Centre-Val de Loire;
- Rambouillet à 15 km, sur la ligne de Paris-Montparnasse à Brest, terminus de trains de la ligne N du Transilien et desservie par des trains des réseaux TER Centre-Val de Loire et TER Pays de la Loire;
- Dourdan à 17 km, sur la ligne Brétigny - Tours, desservie par la ligne C du RER d'Île-de-France et par le TER Centre-Val de Loire.

L'ancienne ligne Paris - Chartres par Gallardon traversait son territoire communal mais le village ne disposait pas de gare.

#### Bus
La commune est desservie par les lignes 05 et 25 du réseau de bus Centre et Sud Yvelines.

## Toponymie
Le nom de la localité est attesté sous les formes Prunetum en 1162, Prunay-sous-Ablis en 1801.
Du latin prunus : « lieu planté de pruniers ».
Homonymie avec Prunay-le-Temple.
Prunay-en-Yvelines depuis 1979, marquant ainsi son attachement à la région naturelle de l'Yveline,.

## Histoire

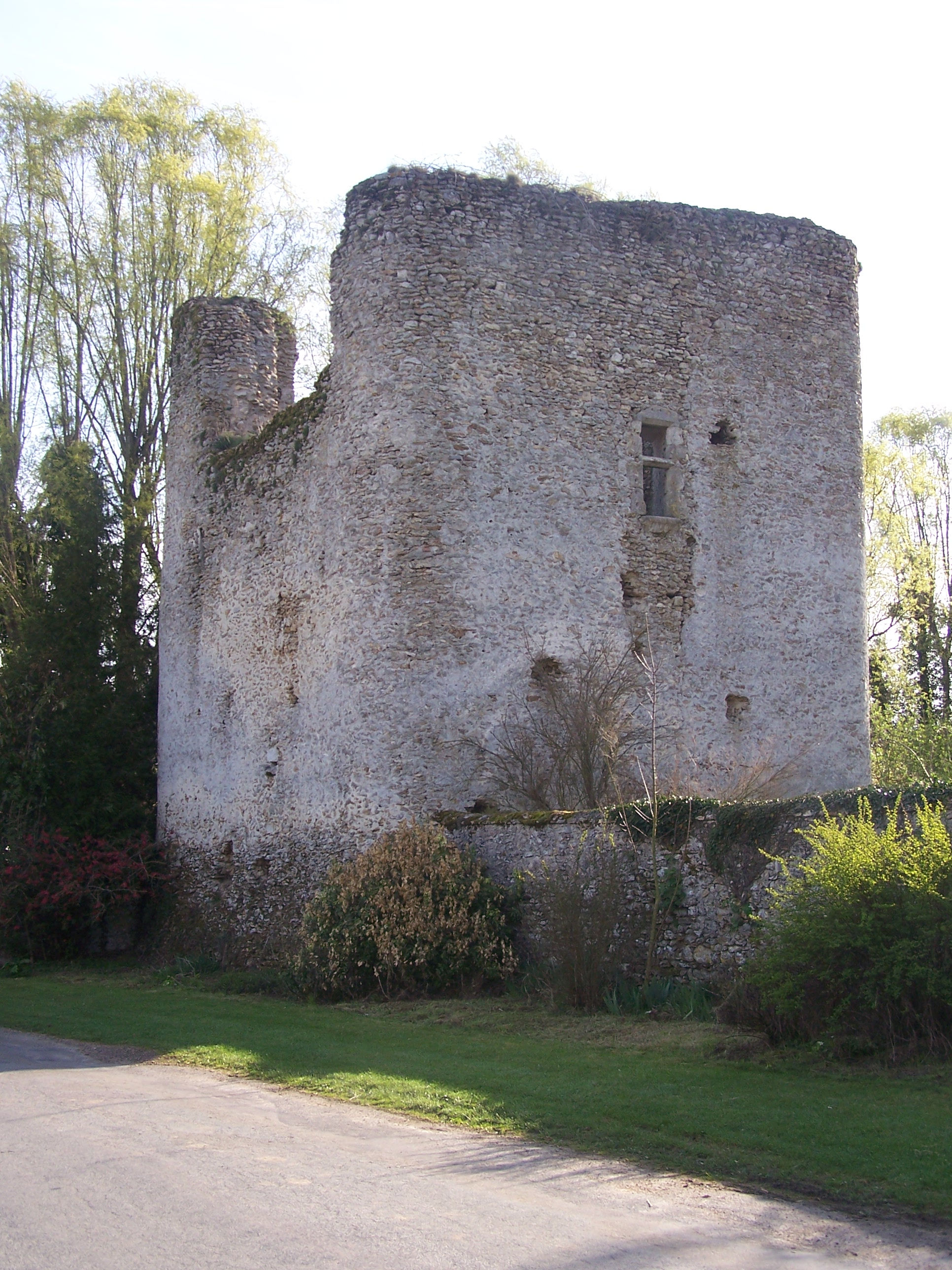
La tour du bas Prunay.

Le nom de Prunay, sous la forme de Prunetum apparaît en 1162, mais le village existait déjà, puisqu'une église à une seule nef était présente.
Les terres de Gourville, Gohervilla, auraient été données aux moines de Saint-Père-en-Vallée par la comtesse Chartraine Letgarde. Le prieuré de Villiers Landoue et de La Chapelle avait la même appartenance et dédié à saint Laurent. La tour du bas Prunay fait partie d'un système de défense édifié vers 1060 et marque la limite entre les terres de Gourville, dépendant des moines de Chartres et celles de Prunay, vassales des seigneurs de Montfort. La dénomination de « tour sarrazine » n'est justifiée que par sa forme carrée à la base.
En 1554, les querelles religieuses deviennent aiguës, c'est le moment où François de Brilhac, commanditaire des moines de Saint-Père-en-Vallée, fait édifier la « Maison Forte » de Gourville. Il n'en subsiste actuellement que la partie centrale. La même année, les habitants de Prunay dotent leur église d'une belle cloche sur laquelle on peut lire « Je fus fondue par les habitants de la paroisse de Prunay et fus nommée Pierre ». L'église de Craches placée est constituée d'une nef et d'un chœur datant du XIIIe siècle et d'un collatéral de la fin du XVe.
En 1834 est construit le lavoir du bas Prunay, les laveuses de Craches et Ablis auront accès moyennant une redevance qui ne sera abolie qu'en 1900. La période 1860-1870 est marquée par de grands travaux. Des ponts, remplaçant les passages à gué, sont construits au bas Prunay, à Gourville et sur la route d'Ablis. Le déplacement du cimetière, de l'entour de l'église à l'emplacement actuel, a pris trente ans. Il ne fut supprimé qu'en 1876 et transformé en place publique avec construction d'un perron pour accéder à l'église. La guerre de 1870 contre les Prussiens est marquée par des évènements dramatiques, des habitants de Prunay sont massacrés.
Les décennies suivantes sont marquées par quelques changements qui donnent au centre du village son aspect actuel. Vers 1906, la voie ferrée Paris-Chartres par Gallardon est construite, puis démantelée en 1944. Il n'en reste, comme vestiges, que le viaduc de Gourville. Après la Libération de 1945, la vie va changer. La mécanisation de l'agriculture bouleverse la population et les activités de la région. Les formes modernes de déplacements, de travail, de commerce, d'urbanisation ont conduit au Prunay d'aujourd'hui.
En mars 1979, Prunay-sous-Ablis fusionne avec la commune de Craches pour devenir Prunay-en-Yvelines.

## Politique et administration

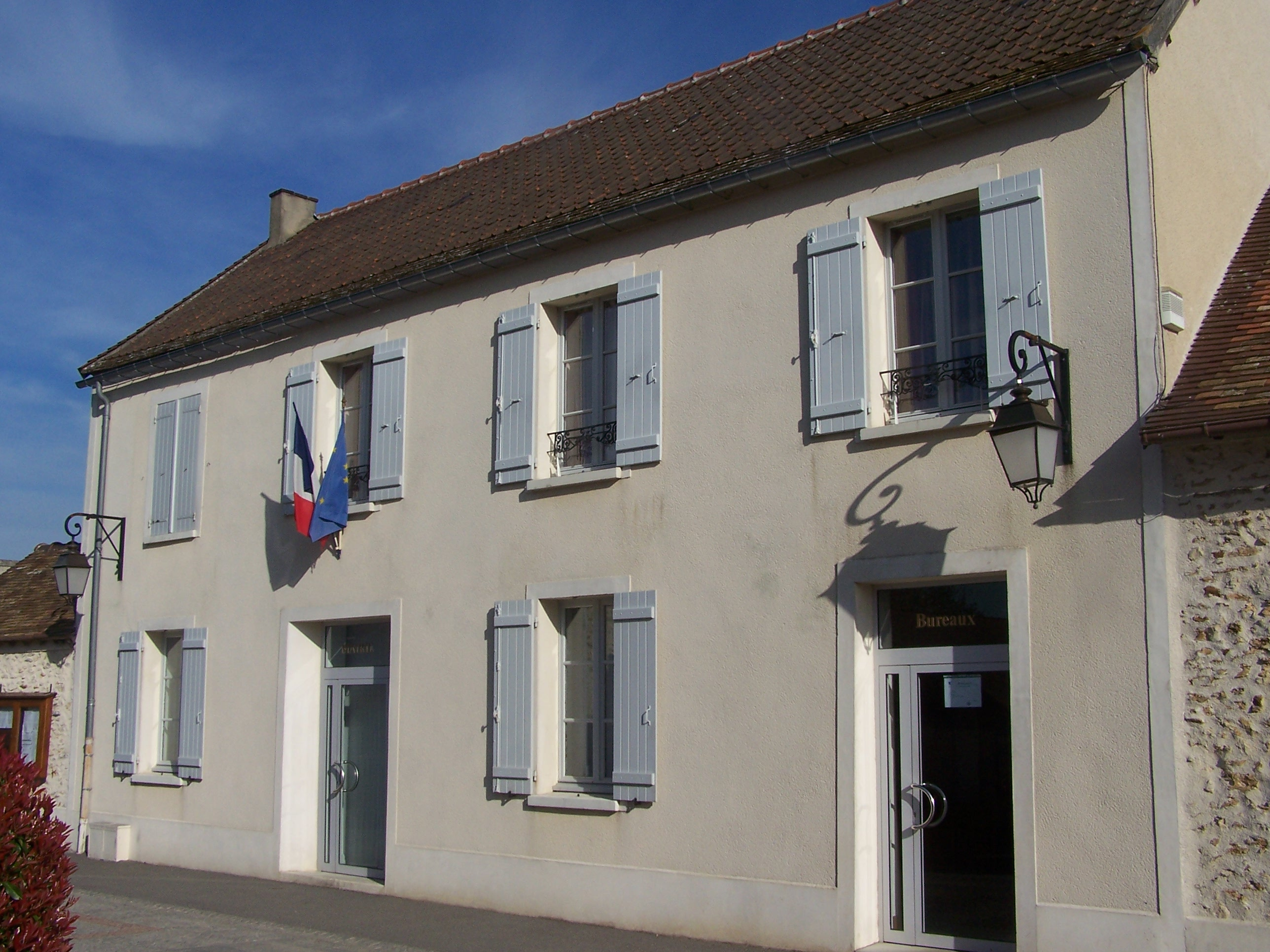
La mairie.

### Liste des maires
| Période                                  | Période  | Identité              | Étiquette | Qualité |
| ---------------------------------------- | -------- | --------------------- | --------- | ------- |
| Les données manquantes sont à compléter. |          |                       |           |         |
| mars 2001                                | En cours | Jean-Pierre Malardeau |           |         |

### Jumelages
- Kreuth (Allemagne), ville de 3 700 habitants en Bavière, à 60 km de Munich[15].

## Population et société

### Démographie

#### Évolution démographique
L'évolution du nombre d'habitants est connue à travers les recensements de la population effectués dans la commune depuis 1793. Pour les communes de moins de 10 000 habitants, une enquête de recensement portant sur toute la population est réalisée tous les cinq ans, les populations de référence des années intermédiaires étant quant à elles estimées par interpolation ou extrapolation. Pour la commune, le premier recensement exhaustif entrant dans le cadre du nouveau dispositif a été réalisé en 2006.

En 2022, la commune comptait 820 habitants, en évolution de −3,87 % par rapport à 2016 (Yvelines : +2,72 %, France hors Mayotte : +2,11 %).
| 1793 | 1800 | 1806 | 1821 | 1831 | 1836 | 1841 | 1846 | 1851 |
| ---- | ---- | ---- | ---- | ---- | ---- | ---- | ---- | ---- |
| 494  | 561  | 639  | 741  | 770  | 748  | 730  | 717  | 711  |

| 1856 | 1861 | 1866 | 1872 | 1876 | 1881 | 1886 | 1891 | 1896 |
| ---- | ---- | ---- | ---- | ---- | ---- | ---- | ---- | ---- |
| 692  | 689  | 659  | 620  | 645  | 641  | 632  | 637  | 638  |

| 1901 | 1906 | 1911 | 1921 | 1926 | 1931 | 1936 | 1946 | 1954 |
| ---- | ---- | ---- | ---- | ---- | ---- | ---- | ---- | ---- |
| 607  | 586  | 638  | 503  | 510  | 501  | 483  | 465  | 441  |

| 1962 | 1968 | 1975 | 1982 | 1990 | 1999 | 2006 | 2011 | 2016 |
| ---- | ---- | ---- | ---- | ---- | ---- | ---- | ---- | ---- |
| 470  | 472  | 512  | 623  | 762  | 846  | 814  | 816  | 853  |

| 2021 | 2022 | - | - | - | - | - | - | - |
| ---- | ---- | - | - | - | - | - | - | - |
| 841  | 820  | - | - | - | - | - | - | - |

#### Pyramide des âges
En 2018, le taux de personnes d'un âge inférieur à 30 ans s'élève à 31,4 %, soit en dessous de la moyenne départementale (38 %). À l'inverse, le taux de personnes d'âge supérieur à 60 ans est de 24,4 % la même année, alors qu'il est de 21,7 % au niveau départemental.
En 2018, la commune comptait 460 hommes pour 418 femmes, soit un taux de 52,39 % d'hommes, largement supérieur au taux départemental (48,68 %).
Les pyramides des âges de la commune et du département s'établissent comme suit.
| Hommes | Classe d’âge | Femmes |
| ------ | ------------ | ------ |
| 0,5    | 90 ou +      | 1,8    |
| 4,3    | 75-89 ans    | 4,7    |
| 18,3   | 60-74 ans    | 19,4   |
| 25,4   | 45-59 ans    | 28,1   |
| 16,0   | 30-44 ans    | 19,1   |
| 15,8   | 15-29 ans    | 8,1    |
| 19,7   | 0-14 ans     | 18,7   |

| Hommes | Classe d’âge | Femmes |
| ------ | ------------ | ------ |
| 0,6    | 90 ou +      | 1,4    |
| 6      | 75-89 ans    | 7,8    |
| 13,5   | 60-74 ans    | 14,8   |
| 20,7   | 45-59 ans    | 20,1   |
| 19,6   | 30-44 ans    | 19,9   |
| 18,5   | 15-29 ans    | 16,8   |
| 21,2   | 0-14 ans     | 19,2   |

### Enseignement
L'école primaire et maternelle accueille les élèves de la commune et ceux d'Orsonville et de Paray-Douaville.
Pour l'enseignement secondaire, les élèves sont scolarisés au collège Georges-Brassens de Saint-Arnoult-en-Yvelines et ensuite, soit au lycée Louis-Bascan de Rambouillet, soit au lycée Nikola-Tesla de Dourdan.
Pour les études supérieures, la commune dispose de l'université de Versailles-Saint-Quentin-en-Yvelines mais aussi aux différentes universités parisiennes.

## Économie
- Commune résidentielle.
- Agriculture et exploitation d'un massif forestier important.
- Un centre de télécommunications internationales est installé en partie sur la commune.

## Culture locale et patrimoine

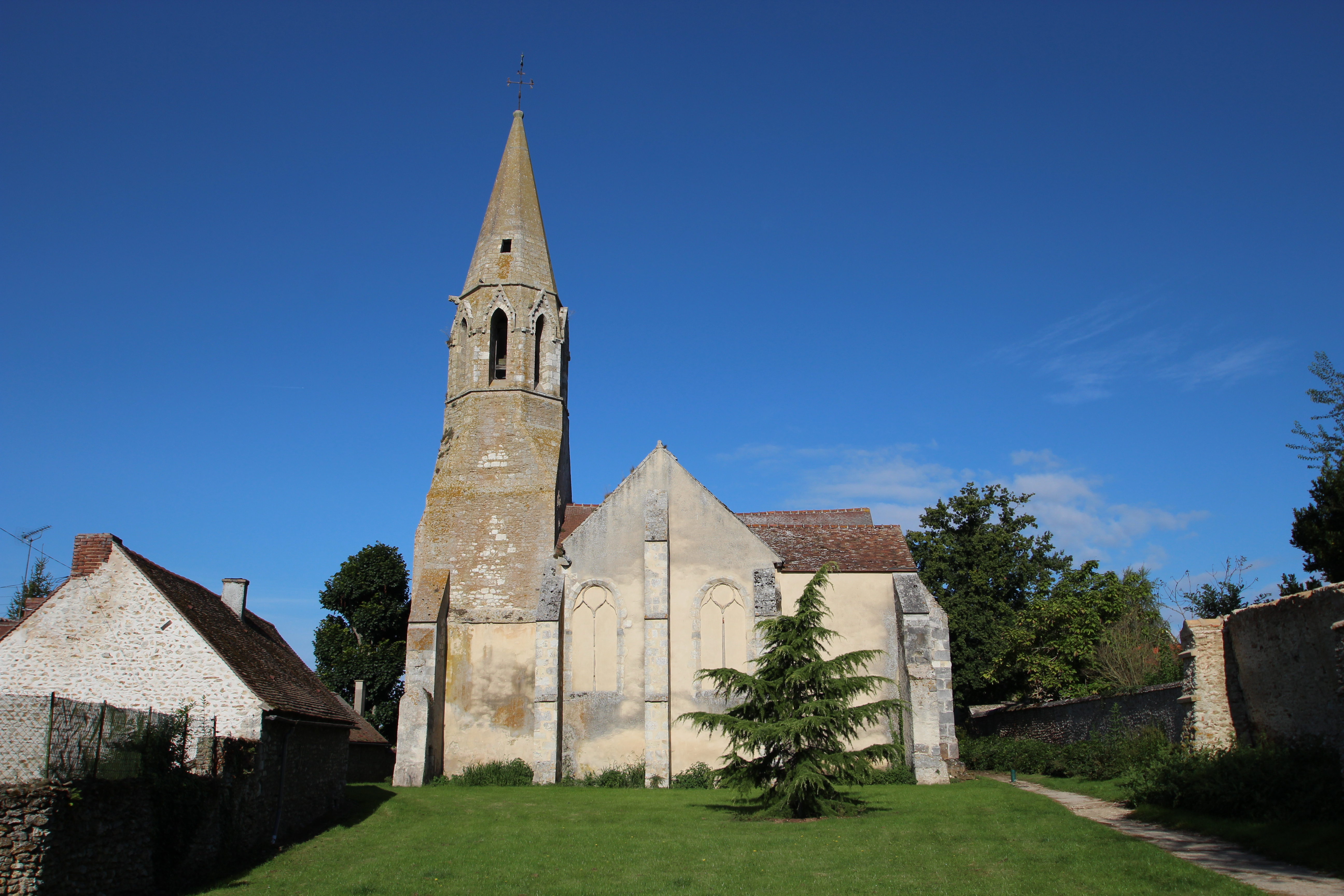
L'église Saint-Pierre-Saint-Paul.

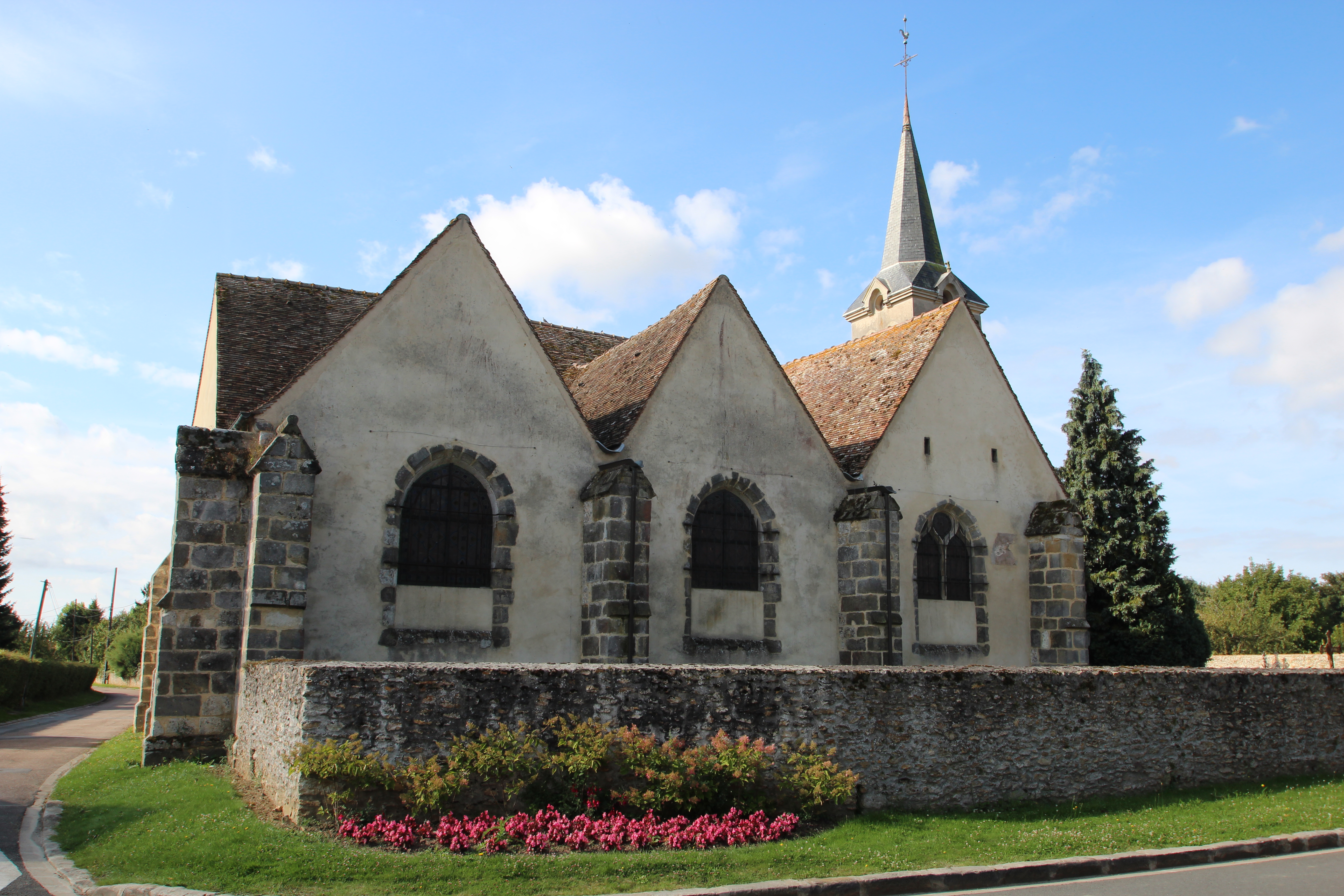
L'église Notre-Dame-de-la-Crèche-et-Saint-Gorgon (Craches).

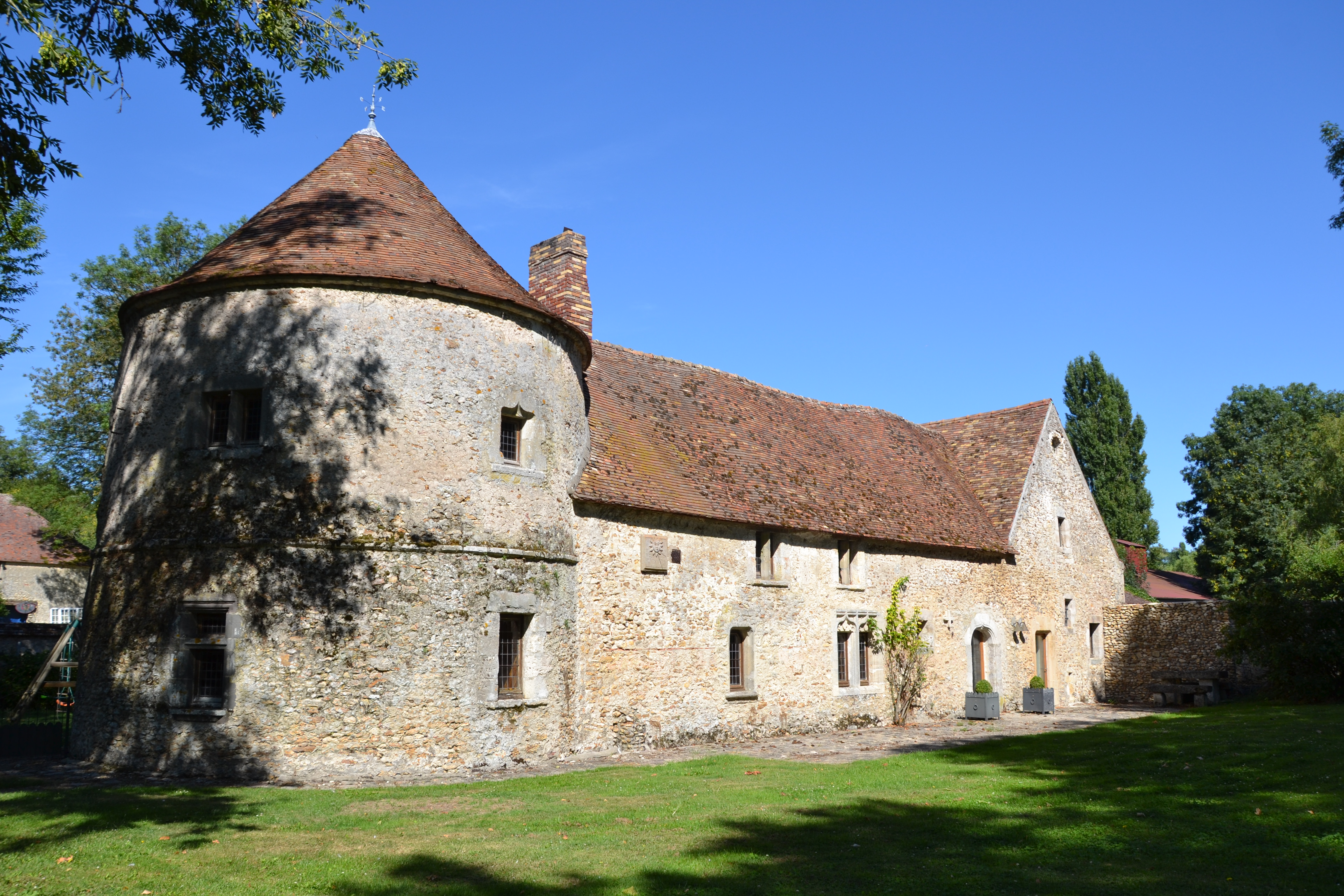
La maison forte de Gourville.

### Lieux et monuments
- Église Saint-Pierre-Saint-Paul, XIIe et XVe siècles.
- église Notre-Dame-de-la-Crèche-et-Saint-Gorgon de Craches (d) - voir images sur Commons
- Viaduc de Gourville : vestige de l'ancienne ligne de chemin de fer de Paris à Chartres par Gallardon. Celle-ci fonctionna de 1931 à 1939.
- Maison forte de Gourville.
- Tour du bas Prunay.

### Personnalités liées à la commune
- Corinne Gorse (1948-2009), animatrice de radio, connue sous le pseudonyme de « Kriss », est inhumée dans le cimetière communal.
- Georges Gorse (1915-2002), son père, ancien ministre, est également inhumé dans ce cimetière.
- Haroun Tazieff (1914-1998), volcanologue, était propriétaire de la maison forte de Gourville[réf. nécessaire].
- André Gautier (1904-1971), violoncelliste, 1er prix au conservatoire national de Paris en 1925, il fut un des piliers de l'orchestre national de France.
- Bruno Beausir (1974), rappeur sous le pseudonyme Doc Gynéco, a habité plusieurs années dans ce petit village[réf. nécessaire].